# Jean Anouilh
Jean Anouilh (nascut el 23 de juny de 1910 a Bordeus (Gironde) i mort el 3 d'octubre de 1987 a Lausana, Suïssa), va ser un escriptor francès, autor de nombroses obres de teatre, la més cèlebre de les quals és Antígona, relectura moderna de l'obra homònima de Sòfocles.
El mateix Anouilh va organitzar el seu treball en sèries temàtiques, alternant Peces roses i Peces negres. Les primeres són comèdies que es caracteritzen per la fantasia com Le Bal des voleurs (1938), mentre que les segones mostren l'enfrontament entre els herois i la gent que l'envolta, sovint recolzades pels mites clàssics com Eurydice (1941), Antígona (1944) o Medea (1946).
Després de la guerra escriu peces metrateatrals (el teatre dins el teatre) com La Répétition ou l'Amour puni (1947), Colombe (1951), i Peces satiriques com Pauvre Bitos ou le Dîner de têtes (1956).
Jean Anouilh també va adaptar diverses obres d'autors estrangers, en particular de Shakespeare. També va dirigir algunes de les seves obres (per exemple, Dove 1974). També va treballar en guions cinematogràfics i televisius.

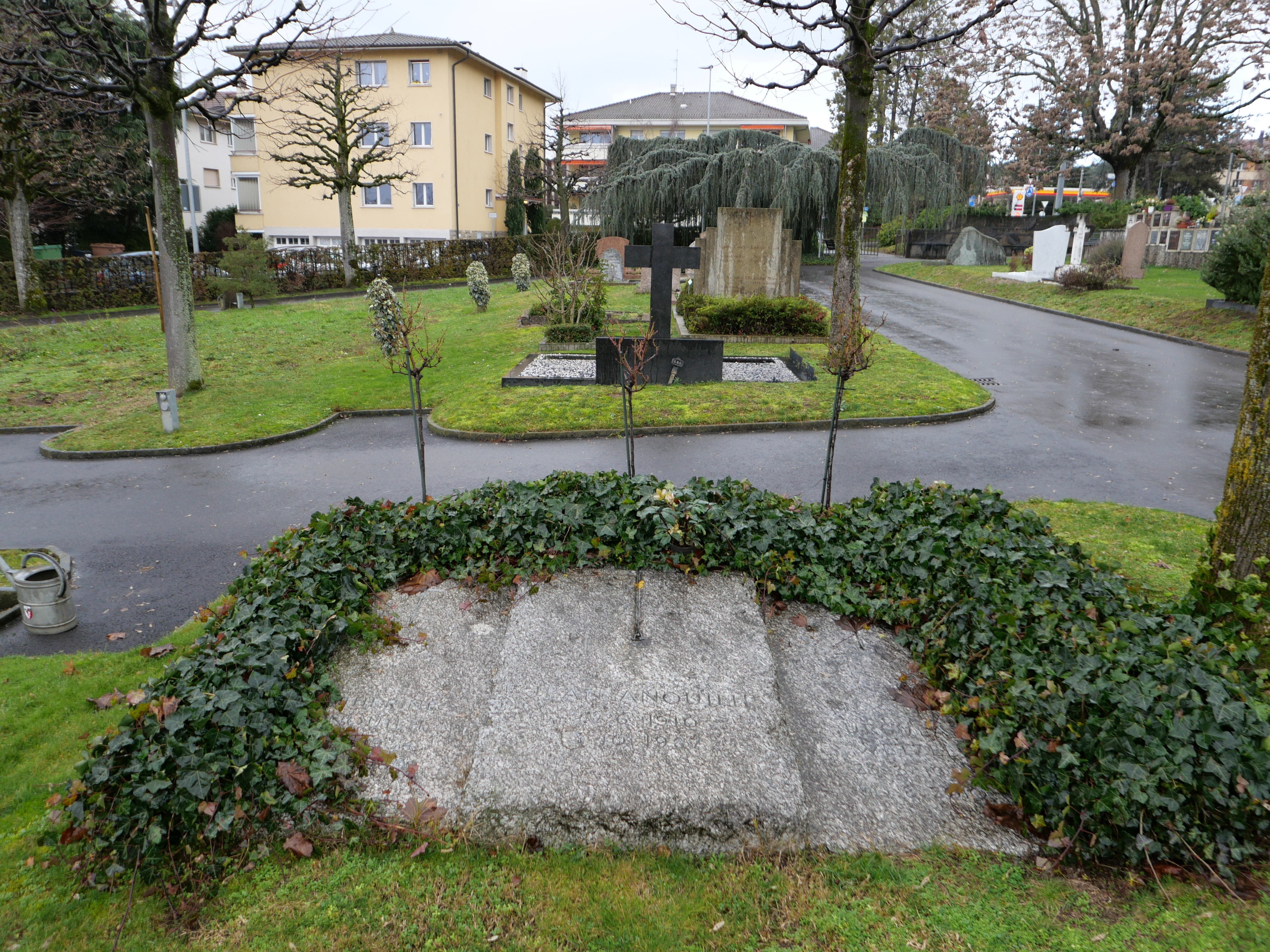
La tomba d'Anouilh, la seva filla gran Catherine (1934-1989) i la seva darrera parella, Ursula Wetzel (1938-2010), al cementiri de Pully, prop de Lausana.

## Obra dramàtica
- 1929, Humulus le muet
- 1932, L'Hermine
- 1935, Y avait un prisonnier
- 1937, Le Voyageur sans bagage
- 1938, La Sauvage
- 1938, Le Bal des voleurs
- 1940, Léocadia
- 1941, Le Rendez-vous de Senlis
- 1941, Eurydice
- 1942, Oreste
- 1942, Jézabel
- 1944, Antigone
- 1946, Roméo et Jeannette
- 1947, L'Invitation au château
- 1948, Episode de la vie d'un auteur
- 1948, Ardèle ou la Marguerite
- 1950, La Répétition ou l'Amour puni
- 1951, Colombe
- 1952, La Valse des toréadors
- 1952, Cécile ou l'école des pères
- 1953, Médée
- 1953, L'Alouette
- 1955, Ornifle ou le Courant d'air
- 1956, Pauvre Bitos ou le Dîner de têtes
- 1959, Becket ou l'Honneur de Dieu
- 1959, L'Hurluberlu ou le Réactionnaire amoureux
- 1959, La Petite Molière
- 1960, Le songe du critique
- 1961, La Grotte
- 1962, La Foire d'empoigne
- 1962, L'orchestre
- 1968, Le Boulanger, la boulangère et le petit mitron
- 1969, Cher Antoine ou l'Amour raté
- 1970, Ne réveillez pas Madame
- 1970, Les Poissons rouges ou Mon père ce héros
- 1972, Le Directeur de l'Opéra
- 1972, Tu étais si gentil quand tu étais petit
- 1974, Monsieur Barnett
- 1975, L'arrestation
- 1976, Le Scénario
- 1976, Chers zoiseaux
- 1977, Vive Henri IV! ou la Galigaï
- 1978, La Culotte
- 1978, Oedipe ou le Roi Boiteux
- 1979, La Belle Vie
- 1981, Le Nombril
- 1988, Thomas More ou l'Homme libre

## Traduccions al català
- Becket o l'honor de Déu, traduïda per Bonaventura Vallespinosa i publicada l'any 1963.
- La fira d'arrambi-qui-pugui. Traducció de Salvador Marsal. Estrenada al teatre Romea de Barcelona, dins el VI Cicle de Teatre Llatí. 1963
- Els peixos de colors o mon pare, aquell heroi, traduïda per Carme i Josep Maria Vidal i publicada l'any 1985.